# Aflatoksin
Aflatoksin er betegnelse for en bestemt type giftstoffer dannet af skimmelsvampe, specielt Aspergillus fumigatus (engelsk) og Aspergillus flavus. Aflatoksinerne grupperes som mycotoksiner.
Aflatoksin er stærkt kræftfremkaldende og kan forekomme i en række (importerede) fødevarer som ris, majs, pasta, nødder og tørrede frugter. Særligt de uafskallede paranødder har vist sig at kunne indeholde aflatoksin. Derfor må nødderne kun forhandles i afskallet tilstand. 
EU har fastsat grænseværdier for indholdet af aflatoksin i fødevarer.